# Thám tử lừng danh Conan: Tận cùng của sự sợ hãi
Thám tử lừng danh Conan: Tận cùng của sự sợ hãi (名探偵コナン 戦慄の楽譜 Meitantei Konan: Senritsu no Furu Sukoa) là bộ phim hoạt hình chính thứ 12 của bộ truyện tranh Thám tử lừng danh Conan được ra mắt tại Nhật Bản năm 2008, với thám tử chính là Kudo Shinichi. Tại Việt Nam phim được chiếu trên kênh HTV3 lần đầu vào ngày 19 tháng 2 2017.

## Phân vai
| Nhân vật            | Diễn viên lồng tiếng | Diễn viên lồng tiếng |
| Nhân vật            | Nhật Bản             | Việt Nam             |
| ------------------- | -------------------- | -------------------- |
| Kudo Shinichi       | Yamaguchi Kappei     | Hoàng Khuyết         |
| Edogawa Conan       | Takayama Minami      | Hoàng Khuyết         |
| Mouri Ran           | Yamazaki Wakana      | Thúy Hằng            |
| Haibara Ai          | Hayashibara Megumi   | Ái Phương            |
| Mouri Kogoro        | Kamiya Akira         | Trần Vũ              |
| Thanh tra Megure    | Chafurin             | Trí Luân             |
| Thiếu úy Sato       | Yuya Atsuko          | Huyền Trang          |
| Tsuburaya Mitsuhiko | Ohtani Ikue          | Trường Tân           |
| Thanh tra Shiratori | Inoue Kazuhiko       | Tuấn Anh             |
| Tiến sĩ Agasa       | Ogata Kenichi        | Chơn Nhơn            |
| Sonoko              | Matsui Naoko         | Ngọc Quyên           |
| Takagi              | Takagi Wataru        | Quang Tuyên          |
| Genta               | Takagi Wataru        | Thiện Trung          |
| Ayumi               | Iwai Yukiko          | Kim Ngọc             |
| Hans Muler          | Francis Pol          | Tấn Phong            |
| Akira Reiko         | Kuwashima Hoko       | Linh Phương          |
| Domoto Genya        | Meguro Kousuke       | Minh Vũ              |
| Yamane Shion        | Kingetsu Mami        | Thu Huyền            |
| Domoto Kazuki       | Tanaka Nobuo         | Tất My Ly            |
| Chigusa Rara        | Mizutani Yuko        | Hoài Thương          |
| Fuwa Takumi         | Yoda Eisuke          | Hạnh Phúc            |
| Kawabe Soko         | Dodo Asako           | Chánh Tín            |

## Nhân vật mới
- Domoto Kazuki
- Fuwa Takumi
- Hans Müller
- Domoto Genya
- Chigusa Rara
- Yamane Shion
- Akiba Reiko
- Kawabe Soko

## Nội dung
Bộ phim mở đầu tại trường Âm nhạc Domoto, trên sân khấu của sảnh hòa nhạc, một người phụ nữ tên là Kawabe Souko đang quan sát hai người đàn ông trong buổi tập là Takehiko Renjo - nghệ sĩ piano và Yosuke Mizumi - nghệ sĩ cello. Sau đó, cô ấy gửi một tin nhắn trên điện thoại di động, thì bổng nhiên xảy ra một vụ nổ. Ở một nơi khác, tên hung thủ với hình bóng đen cổ điển trong bộ dạng một người đàn ông, hắn đang đọc tin tức trên máy tính thông tin về vụ nổ và lên kế hoạch cho những vụ nổ sắp tới nhằm khiến cho ngôi trường này trở nên im lặng mãi mãi.
Sau đó, ngoài sân cỏ phía trước ngôi trường, trong lúc Conan nói chuyện với Ran bằng điện thoại với giọng Kudo Shinichi. Đang trong quá trình điều tra về vụ nổ và thấy một ông lão cẩn thận nhặt một phím đàn piano từ cây đàn piano bị phá hủy từ vụ nổ văng ra ngoài, và bỏ nó vào túi, rồi ông rời đi. Một lúc sau, Ran mời Shinichi đi dự một buổi diễn tập với cô tại buổi hòa nhạc đang mở cửa sớm. Anh từ chối và nói với cô rằng cô đang can thiệp quá nhiều, điều đó khiến cô phải trả lời một cách giận dữ và nói anh sẽ không bao giờ giống như Sherlock Holmes vì không biết lắng nghe và là 1 kẻ mù nhạc. Ran giận dữ cúp máy (trong khi ngay sau đó cô gọi cho Conan thì vui vẻ như chưa có bất cứ 1 sự giận dữ nào)
Tại buổi tập, thám tử Kogoro, Ran, Sonoko, và Đội thám tử nhí được mời tới xem và gặp gỡ những người sẽ biểu diễn trong buổi khai mạc Concert Domoto, Kazuki Domoto, nhà soạn nhạc kiêm cựu nghệ sĩ dương cầm, Takumi Fuwa, cựu giám đốc piano làm giám đốc hội trường, Hans Müller, người chỉnh dây đàn Organ, Genya Domoto, con của Kazuki và nghệ sĩ dương cầm, Rara Chigusa, nữ ca sĩ Opera hát tông nữ cao, Shion Yamane, người chơi violin và Reiko Akiba, nữ ca sĩ hát Opera chính. Bọn trẻ yêu cầu Reiko tập hát cho chúng và duyệt để giúp dàn hợp xướng lớp hát Khúc ca của Trường Teitan. Cô đồng ý, nhưng yêu cầu chúng phải về nhà ngay và sẽ đến vào một ngày khác.
Trong khi đó, Ran tỏ ra vẫn tức giận với Shinichi. Sonoko nhớ rằng điều này đã xảy ra một lần trước đó và Ran đã giận Shinichi đến một tuần. Cô ấy hỏi Shinichi đã làm thế nào để Ran tha thứ. Ran nhớ về lúc đó, thời còn đi học Trung học, cô và Shinichi giận nhau nhưng vẫn quyết định ra về chung đường với nhau, khi Sonoko hỏi thì Ran nói do nhà của hai người ở cùng hướng, hai người đã im lặng không nói chuyện cả một quãng đường, cho đến khi nghe được một giọng hát phát ra từ dưới bờ sông, bài hát đó đã khiến họ hiểu ra được vấn đề và làm hoà với nhau.
Ngày hôm sau, Ran chơi đàn piano trong khi bọn trẻ hát khúc ca của Trường Teitan. Reiko đã đưa ra nhận xét về phần trình diễn của chúng, Genta quá to, Mitsuhiko không có cảm xúc gì, vì mải nhìn Haibara, Haibara thì hát giống như một người lớn, Giọng của Ayumi rất hoàn hảo, còn Conan thì được cho là hát tệ nhất trong nhóm. Reiko được biết là người có khả năng nghe hoàn hảo, có thể nhận biết được nốt nhạc mà không cần nhìn vào phím đàn. Một lúc sau, Genta tới gần túi đựng đồ của Reiko và phát hiện được bình trà mà Reiko hay uống để giữ giọng trước khi hát, nghĩ rằng nếu uống nó thì cũng sẽ có được giọng hát hay như Reiko nên Genta đã tự ý lấy uống mà không xin phép, nhưng hậu quả khôn lường rằng Genta ngã ra đau đớn và không nói được, điều đó chứng tỏ có ai đó muốn hại Reiko để cô ấy không thể hát được trong buổi hoà nhạc sắp tới, mọi người đã đưa cậu bé vào bệnh viện.
Tại bệnh viện, bác sĩ nói rằng cổ họng của Genta bị viêm nghiêm trọng và sẽ không thể nói được trong khoảng bốn ngày. Sau đó, Đội thám tử nhí, Sonoko, và Reika đi cùng để đưa Genta trở về nhà. Trên đường về nhà họ bất ngờ bị đuổi bởi một chiếc xe tải, và họ đã quyết định chia nhau ra hai hướng để không bị đuổi theo, Reika và Conan cua qua bên trái nhưng chiếc xe vẫn bám theo sau. Đang chạy thì Reika bị vấp té, chiếc xe tải đã nhấn ga chạy tới nhằm cán lên cô nhưng rất may rằng phía đối diện có một chiếc xe ô tô chạy tới. Thấy vậy, thủ phạm đã nhảy ra ngoài và tẩu thoát.
Sau đó, có thêm hai vụ giết người nữa. Một vụ nổ đã giết chết Osamu Shida - nghệ sĩ Violin, với phần thân giữa của ống sáo còn sót lại tại hiện trường. Một vụ khác xảy ra khi nạn nhân đang nhảy dù từ trên cao, nhưng lán dù của nạn nhân đã bị cắt xước thành nhiều vết khiến anh rơi xuống biển. Trong chiếc xe của nạn nhân thủ phạm đã để lại đầu của ống sáo. Hai nạn nhân, cùng với hai nạn nhân chết từ vụ nổ trước đây, đã từng là một nhóm nhạc chung với nhau. Conan, ngày hôm sau đã đi đến chung cư của Reiko và nằng nặc đòi theo cô đi dạo quanh khu rừng, nơi cô thường đến để thư giãn trước những buổi biểu diễn. Trong lúc đang đi, Reiko bị tấn công bởi một tay súng, hắn đã bắn vào chân cô. Conan thúc Reiko trốn thoát, thì họ bị vướng lại bởi một thân cây ngã ngang đường, tên hung thủ đứng lại ngắm bắn từ xa phía đối diện, Conan đã trông thấy mặt hắn, nhưng hắn không bắn mà quyết định rút chạy. Trở về, Reiko không muốn báo cáo với cảnh sát để tránh dính líu đến buổi hòa nhạc. Khi trở về nhà, Akiba gặp thanh tra Megure, Takagi và Sato, để tra hỏi cô ta về vị hôn phu của cô, Hikaru Soma, nhưng cô từ chối cung cấp thông tin cho họ cho đến khi buổi hoà nhạc kết thúc. Sau đó, tại Văn phòng Thám tử Mori, thanh tra Megure tiết lộ với Mori rằng bốn nạn nhân chết trong vụ nổ trước đã buộc Hikaru Soma uống rượu, do đó dẫn đến cái chết của anh trong một tai nạn xe hơi. Thực tế này khiến Reiko, người có động cơ gây án, trở thành nghi phạm. Conan sau đó hỏi Takagi liệu Hikaru vẫn có thân nhân nào muốn trả thù cho cái chết của anh ta, nhưng Takagi nói rằng anh ta chỉ có một người mẹ đã qua đời và một người cha mà danh tính và địa điểm của ông ta thì không ai biết đến.
Kogoro cho rằng kẻ giết người là Genya Domoto - con trai của Kazuki, một năm trước đây, nhóm nhạc 4 nạn nhân trên đã chế nhạo bản giao hưởng số 9 của Beethoven trong khi say rượu. Mori giả định Domoto là một fan cuồng của Beethoven và nhìn thấy một trong những bài hát của mình bị xúc phạm bởi những kẻ say rượu nên đã giết họ. Một bằng chứng ông chỉ ra là mái tóc của Genya cắt ngang theo kiểu của Beethoven. Nhưng Genya cũng cho biết là anh thừa hưởng mái tóc này từ mẹ và mái tóc của mình là tự nhiên.
Tại Domoto Hall, buổi hòa nhạc đang được chuẩn bị. Sonoko đã đặt một ban công VIP được dành riêng với mười chỗ, trong đó có Shinichi. Sau khi diễn tập Conan và Reiko vì đã nghe được trong bản nhạc của Kazuki có một nốt phát ra không bình thường như thường ngày nên đã đi tìm Kazuki để nói với ông ta. Gần một cái hồ gần đó, cô và Conan bị đánh bất tỉnh bởi kẻ tấn công bằng một cái cờ lê. Họ thức dậy ở hạ lưu sông, nơi rất xa so với Domoto Hall, thì họ nghe thấy một tiếng nổ tại chính Domoto Hall. Vì phòng hòa nhạc được xây dựng để cách âm, nên các vụ nổ bên ngoài không thể nghe thấy từ bên trong. Các vụ nổ đang dần dần phá huỷ các cột trụ bên ngoài hội trường để ngăn chặn lối vào và lối ra. Conan và Reiko nhìn thấy một điện thoại trên lầu của một tháp cứu hộ bên kia bờ và anh đã giải thích rằng điện thoại làm việc bằng cách nghe các hợp âm (một sự kết hợp của một hoặc nhiều nốt nhạc chơi cùng một lúc) của âm thanh như số. Cậu dùng Giày Tăng Lực để trái banh làm rớt điện thoại cùng lúc Reiko và Conan đã cùng cất lên hợp âm đúng để quay số 110, gọi cảnh sát.
Ngồi một lúc thì trực thăng tới và giải cứu họ. Khi đến Domoto Hall, Conan đã xác định được thiết bị kích nổ được đặt trong những ống đàn, mỗi khi người chơi ấn nhầm vào một phím đó thì sẽ tạo nên một luồng gió đi lên ống đàn khiến thiết bị được kích hoạt, và nhờ suy luận nên Conan đã biết được thủ phạm đang trốn trong khu vực dành cho khách VIP. Conan đã giải thích với Cảnh sát rằng buổi hòa nhạc không thể bị gián đoạn bởi vì thủ phạm đang giữ một thiết bị kích nổ. Reiko đã câu giờ cho Conan bằng cách đi xuống sân khấu và cất lên tiếng hát của bài nhạc "Amazing Grace", nhờ bài hát đó đã khiến cho Kazuki đánh sang một làn phím khác tránh làn phím kích trái bom cuối cùng nổ. Conan cuối cùng đã phát hiện ra được thủ phạm đích thực đó chính là Takumi Fuwa, người đã từng chỉnh dây đàn Piano cho Kazuki trước khi chuyển qua Organ, phía bên đối diện Takagi và Sato đã phục kích nhằm bắn rớt thiết bị kích nổ nhưng không thể do Conan đang chắn tầm nhìn, Haibara ngồi phía trên thấy thế nên đã dùng cây sáo nhỏ của Genta (vì Genta không thể nói được nên phải dùng sáo) nhằm báo cho Conan biết với thông điệp là những nốt nhạc khi được ghép lại sẽ thành chữ "SHOOT" (bắn) từ đó Conan hiểu ra và cúi xuống giúp cho Sato thực hiện cú bắn chuẩn xác và Cảnh sát đã ập vào để bắt Takumi giải đi, hắn cũng tiết lộ lý do cho nổ trường Domoto ở cảnh đầu tiên vì muốn làm cho Kabe Souko, người cũng có khả năng nghe hoàn hảo phải bị thương, thì kế hoạch của ông mới được thực hiện, nếu không cô ấy sẽ phát hiện ra được nốt bất thường trong bài hát, nhưng hắn không hề biết rằng Reiko cũng có được khả năng đó.
Qua buổi hoà nhạc đó, Ran đã nhớ ra được một sự việc rằng người con gái đứng bên bờ sông cất tiếng hát năm xưa giúp cho cô và Shinichi làm lành với nhau chính là Reiko, cũng như ca khúc ấy chính là bài hát "Amazing Grace", bài hát của lòng vị tha và tha thứ. Tuy nhiên Ran cũng rất buồn vì Shinichi không đến, thì trong lúc đó từ phía khu rừng gần đó phát ra một tiếng đàn violin theo giai điệu ca khúc "Amazing Grace", từ tiếng đàn violin Ran đã chạy tới khu rừng thì phát hiện ra Conan đi ra, cậu bé cũng đã nói Shinichi vừa mới ở đây nhưng do có việc đột xuất nên phải đi liền, điều đó tuy chỉ một thoáng thôi nhưng cũng khiến cho Ran hiểu được giai điệu của tiếng đàn violin ấy là của ai rồi.

## Âm nhạc
"Tsubasa wo Hirogete" của Zard
• Lời: Sakai Izumi
• Soạn nhạc: Oda Tetsuro
• Sắp xếp: Akashi Masao